# 谢桥街道
谢桥街道，是中华人民共和国贵州省铜仁市万山区下辖的一个街道办事处。
2011年1月5日，贵州省人民政府批复同意将铜仁市谢桥街道的谢桥村、唐家寨村、楚溪村、龙门坳村、石竹村、瓦屋坪村和谢桥社区居委会划归万山特区管辖；谢桥街道大坳村划归铜仁市环北街道管辖。
2016年，铜仁市人民政府批复同意谢桥街道行政区划调整，析置出仁山街道，调整后，谢桥街道辖谢桥社区、谢桥中心社区、冲广坪社区、牙溪村、石竹村、龙门坳村、瓦屋坪村83个村（居）民小组，国土面积77.06平方千米，谢桥街道驻地不变。

## 行政区划
谢桥街道下辖以下地区：
谢桥社区、谢桥村、龙门坳村、石竹村、牙溪村和瓦屋坪村。